# 鍋倉那美
鍋倉 那美（なべくら なみ、1997年4月11日 - ）は、兵庫県姫路市出身の日本の女子柔道家である。身長161cm。握力は右40kg、左40kg。組み手は右組み。得意技は内股。

## 経歴

### 幼少期
柔道は5歳の時に兄2人に続いて新日鉄住金が運営する広畑柔道教室で始めた。妹がいるという記事が出回ったことがあるが、実際は妹はいない。なお、両親は柔道経験がないという。

### 小学生時代
大津小時代は同じ兵庫県の同学年である阿部一二三と大会で顔を合わせると、何度も投げ飛ばすなど常に勝利を収めていた。高学年になると引き分けることもあったが、決して負けることはなかったという。小学校5年時の対戦で阿部は、「襟が硬くて分厚くて持ちにくい。ちょっとせこいなと（笑）」と鍋倉に思わせるようなまっさらで高品質な柔道衣に身を包んでいたという。小学生時代は阿部から「那美ちゃん」と呼ばれていたが、その後は「鍋倉」と呼ばれるようになった。なお、阿部は鍋倉に勝てなかった悔しさをバネに世界チャンピオンにまでなったので、今の自分があるのも鍋倉のおかげだと2017年の世界選手権で優勝した直後のテレビ番組で語っている。小学校5年生の時には全国小学生学年別柔道大会40kg級で優勝を飾った。6年生の時には45kg級に出場したが、予選リーグ1勝1敗で決勝トーナメントに進めなかった。また、全国少年柔道大会の団体戦では5位になった。個人戦は初戦で東京都の冨田若春に敗れた。

### 中学時代
オリンピックの63kg級で2連覇を達成した谷本歩実に憧れていたことから、中学は愛知県にある大成中学に進むと、谷本の出身道場である大石道場に所属することとなり、｢松岡修造のように熱い｣という大石公平の指導を受けることになった。1年生の時には8月の全国中学校柔道大会57kg級の準決勝で相原中学3年の芳田司に抑え込みで敗れて3位、団体戦でも3位となった。2年になると、8月の全国中学校柔道大会では63kg級に階級を上げるが、準々決勝で香長中学3年の池絵梨菜に上四方固で敗れて5位、団体戦でも3位にとどまった。池に敗れた際に大石に、「それはミスじゃない。普段の生活や練習に原因がある。」と指摘されたことで、勝負に真剣に向き合うことの重要性を悟った。2012年3月の近代柔道杯団体戦では優勝した。3年の時には4月の全日本カデ準決勝でライバルとして意識してきた東松山南中学3年の嶺井美穂と初めて対戦するも、1－2の判定で惜敗して3位にとどまった。この試合で初めて敗北感というものを感じたことで、自分を変えるきっかけになったという。8月の全国中学校柔道大会では準決勝までの4試合を全て立ち技で一本勝ちして総計59秒で終わらせるなど圧倒的な強さで勝ち上がると、同じく全て一本勝ちで勝ち上がってきた嶺井との対戦となり、GSにもつれこむ接戦となったものの、2－1の判定で辛勝して優勝を飾った。さらに団体戦でも鈴木伊織及び中江美裕とともに活躍して優勝を勝ち取り2冠を達成した。9月のマルちゃん杯団体戦でも優勝して、中学団体3冠(近代柔道杯、全国中学校柔道大会、マルちゃん杯)を達成した。

### 高校1年
大成高校に進むと、1年の時には4月の全日本カデ決勝で世界カデチャンピオンである東大阪大敬愛高校2年の池を内股で破って優勝を飾った。8月のインターハイの個人戦では準決勝で桐蔭学園高校1年の嶺井に0－3の判定で敗れて3位だった。団体戦では準決勝で新田高校と対戦すると、中江が反則負けを喫したために3位だった。2014年3月の全国高校選手権個人戦決勝では、嶺井を準々決勝で破った新田高校2年の佐藤史織を判定で破って優勝を飾った。団体戦では準決勝で埼玉栄高校と対戦すると、代表戦で78kg超級の冨田若春に指導2で敗れて3位だった。

### 高校2年
2年になると、4月のロシアジュニア国際で世界ジュニアチャンピオンであるオランダのドー・ベレマを技ありで破るなどして優勝を飾った。7月の金鷲旗では準決勝で埼玉栄高校と対戦すると、大将戦で冨田に指導2で敗れて3位だった。8月のインターハイ団体戦では決勝の東大阪大敬愛高校戦で中江が池に合技で敗れたために2位だった。個人戦では準々決勝でライバルの嶺井に技ありで敗れて5位に終わった。9月の全日本ジュニアでは決勝で嶺井に指導1で敗れたが、嶺井とともに世界ジュニア代表に選ばれた。10月の世界ジュニアでは3回戦でベレマを開始早々の内股で一蹴するなど準決勝までオール一本勝ちするも、決勝で嶺井に有効で敗れた。団体戦では準決勝まで全て勝利すると、決勝のフランス戦でも大外刈で一本勝ちしてチームの優勝を決定付けた。初のシニア全国大会となった11月の講道館杯では初戦で敗れた。2015年3月の全国高校選手権個人戦では決勝で嶺井に指導1で敗れて2連覇はならなかった。また、団体戦では決勝の埼玉栄高校戦で工藤七海と引き分けたものの、先鋒の黒木七都美が敗れたため2位に終わった。

### 高校3年
3年になると、6月に名古屋で開催された東アジア選手権では、決勝で高校の後輩である1年生の山室未咲を有効で破って優勝した。さらに団体戦でも優勝を飾った。7月の金鷲旗では決勝の敬愛高校戦で1階級上の新森涼と引き分けに終わると、チームも2位にとどまった。8月のインターハイ個人戦ではライバルの嶺井が出場していないこともあり順当に優勝を飾った。団体戦でも決勝の敬愛高校戦で78kg級の梅津志悠を技ありで破るなどしてチームの初優勝に貢献した。中学時代に団体3冠を達成したメンバー(鈴木伊織と中江美裕)で高校においてもようやく全国優勝を飾ることになった。今大会の団体戦で優勝したのが高校生活で一番の思い出になったという。9月の全日本ジュニアでは嶺井が出ていなかったこともあって、決勝で筑波大学2年の能智亜衣美を上四方固で破るなどオール一本勝ちで優勝した。10月の国体少年女子の部でも優勝した。続く世界ジュニアでは準々決勝でギリシャのエリサベト・テルチドウに終盤有効を取って逆転勝ちした以外は、決勝でロシアのディアナ・ジガロスを合技で破ったのを始め、全て一本勝ちして優勝を飾った。団体戦では決勝のフランス戦を始め全試合に勝利してチームの優勝に貢献した。11月の講道館杯では決勝まで進むが、能智に指導1で敗れて2位にとどまった。12月のグランドスラム・東京では初戦でスウェーデンのアンナ・ベルンホルムと対戦すると、技ありと有効を先取しながら終了直前に隅返で逆転の一本負けを喫した。

### 2016年
2016年には三井住友海上へ入社すると、営業推進部の所属となった。三井住友海上なら自分の夢を叶えられると思い、絶対に「柔道でやっていく」という決意を固めた。4月の選抜体重別では初戦で了徳寺学園職員の西川真帆に指導2で敗れた。6月の実業団体ではコマツと対戦した際に、1階級下の芳田を有効で破るなどしてチームの優勝に貢献した。続くグランプリ・ブダペストでは決勝で世界チャンピオンであるスロベニアのティナ・トルステニャクと対戦すると、指導1を先取されるも有効で逆転勝ちしてIJFワールド柔道ツアー初優勝を飾った。8月にはリオデジャネイロオリンピックを現地で観戦して、自分もあの舞台に立ちたいという思いを強くした。続く実業個人選手権では決勝でJR東日本の貝沼麻衣子を指導2で破って初優勝を飾った。9月の全日本ジュニアでは準決勝で兵庫県警の荒木穂乃佳と対戦すると、GSに入ってから3分過ぎに反則負けを喫して今大会2連覇はならなかった。トルステニャクに勝つ一方で今まで負けたことのなかった荒木に敗れるなど、精神的にも安定しておらず、自分の実力を計りかねる思いに至ったという。11月の講道館杯では初戦で山梨学院大学2年の佐藤史織にGSに入ってから指導3を取られて敗れた。続くグランプリ・青島では決勝でイギリスのルーシー・レンシャルをGSに入って早々の有効で破って、今年2度目のグランプリ大会優勝を飾った。社会人1年目は慣れない満員電車で疲労したり、練習でもよく投げられるなどかなりきつい思いをしたという。

### 2017年
2017年2月のグランプリ・デュッセルドルフでは準々決勝でオリンピックチャンピオンとなったトルステニャクを昨年のグランプリ・ブダペストに続いて技ありで破るも、準決勝で地元ドイツのマルティナ・トライドスに技ありで敗れた。3位決定戦では筑波大学3年の津金恵をGSに入ってから指導2で破って3位になった。4月の体重別では初戦で山梨学院大学3年の佐藤史織にGSに入ってから技ありを取られて敗れた。5月のアジア選手権では決勝でモンゴルのバルドルジ・ムングンチメグを巴投の技ありで破って優勝した。団体戦でも決勝のモンゴル戦でバルドルジを背負投の技ありから横四方固で破ったのを始め、オール一本勝ちしてチームの優勝に貢献した。6月の実業団体ではコマツの田代未来と引き分けるなど3戦3分けだった。8月の実業個人選手権では決勝で会社の同僚である佐藤みずほを技ありで破って2連覇を飾った。9月の全日本ジュニアでは準々決勝で東大阪大敬愛高校3年の嘉重春樺に敗れて3位にとどまった。9月のグランプリ・ザグレブでは決勝で津金と対戦すると、内股と一本背負投で技あり2つを取って優勝した。この際に、小学生の時に何度も投げ飛ばしていた阿部一二三の活躍について次のように語っている。「良い刺激になっている。世界選手権で圧倒的な力を見せつけられて、今は差がついてしまったけど少しでも近づきたい。負けてられない」。11月の講道館杯では準々決勝でJR東日本の工藤千佳と対戦すると嘔吐して棄権負けとなるが、その後の3位決定戦で津金を技ありで破って3位になった。12月のグランドスラム・東京では昨年の優勝者であるオーストリアのカトリン・ウンターヴルツァッハーを袈裟固で破るなど準決勝まで全て一本勝ちするが、決勝で田代に足車の技ありで敗れて2位だった。さらにワールドマスターズでは準々決勝でバルドルジに技ありで勝った以外は一本勝ちして決勝に進むが、グランドスラム東京に続く対戦となった田代にGSに入ってから内股で敗れて2位だった。

### 2018年
2018年2月のグランドスラム・パリでは準々決勝でトライドスに9分近い戦いの末に反則負けを喫すると、その後の3位決定戦でもトルステニャクにGSに入ってから反則負けを喫して5位に終わった。4月の体重別では初戦でJR東日本の大住有加にGSに入ってから技ありで敗れた にもかかわらず、国際大会での実績によりアジア大会代表に選ばれた。その後の強化合宿では、ラグビーの日本女子代表候補チームと合同練習を行った。ラグビー選手との10対10の相撲対決では国学院栃木高校2年の松田凜日に敗れて、柔道選手で唯一の敗戦を喫することになった。6月の実業団体ではコマツ戦で70kg級の大野陽子に上四方固で敗れるなど1勝1敗1分だったが、チームは優勝を飾った。7月のグランプリ・ザグレブでは決勝でトルステニャクを内股すかしで破ったのを始め、全て一本勝ちして今大会2連覇を飾った。この際に次のようにコメントした。「一二三選手が頑張ってくれて私もそれに乗っかれる。私がもっと頑張れば（柔道界が）面白くなる。今は彼の方が上をいっているけど、（アジア大会に）勝って東京五輪に挑戦する、と公言できるようにしたい」。また、食生活の改善やウェイトトレーニングの回数を増やすなど肉体改造にも着手しているという。「柔道人生を変えるつもり」で臨んだ8月のアジア大会では、決勝でフィリピン代表である早稲田大学4年の渡辺聖未を合技で破るなど、オール一本勝ちして優勝した。11月のグランドスラム・大阪では準決勝で能智に反則勝ちするも、決勝ではJR東日本の土井雅子にGSに入ってから反則負けして2位にとどまった。12月のワールドマスターズでは準決勝でトルステニャクを技ありで破るも、決勝では世界チャンピオンであるフランスのクラリス・アグベニューにGSに入ってから横四方固で敗れて2位にとどまった。

### 2019年
2019年1月8日、全日本女子強化合宿ではワールドマスターズ2018決勝戦でアグベニューに仕掛けられたペルー人総合格闘家が有名にした裸絞のペルビアン・ネクタイ・チョークについて、総合格闘技も指導している日本ブラジリアン柔術連盟会長の中井祐樹らに教わる。2月のグランドスラム・パリに出場する際には、田代を押しのけて東京オリンピック代表になるためにはここで勝つしかないと語った。その準々決勝では能智にGSに入ってから反則勝ちするも、準決勝でトルステニャクにGSに入ってから反則負けを喫した。3位決定戦ではカナダのカトリーヌ・ボーシュマン＝ピナールを大外刈で破って3位になった。4月の体重別では準決勝でパーク24の山本杏に反則勝ちするも、決勝では田代に隅落の技ありで敗れて2位だった。6月の実業団体ではコマツ戦で70kg級の西願寺里保に崩上四方固で敗れてチームは2位にとどまった。7月のグランプリ・ザグレブでは3回戦で中国の楊俊霞を大外刈、準決勝ではオランダのユール・フランセンを合技で破るなど全て一本勝ちするも、決勝でトルステニャクにGSに入ってから反則負けして今大会3連覇はならなかった。11月の講道館杯では決勝で土井にGS含めて11分近い戦い末に反則勝ちして優勝した。11月のグランドスラム・大阪では準決勝で帝京科学大学4年の幸田奈々に9分以上の戦いの末に帯取返で敗れるも、3位決定戦ではキューバのマイリン・デル・トロ・カルバハルを腕挫十字固で破って3位になった。12月のワールドマスターズでは準々決勝でトルステニャクを合技、準決勝で田代を内股すかしでそれぞれ破ると、決勝でアグベニューが仕掛けるペルビアンネクタイチョークを2回ほどしのぎ8分以上の戦いの末に一本背負投の技ありで破って優勝を飾った。アグベニュー相手に得意の内股は効かないとみて、過去何度もアグベニューを破ったことのあるトルステニャクの柔道スタイルを参考にした担ぎ技主体の攻撃に切り替えたのが功を奏した。

### 2020年
2020年2月のグランドスラム・パリでは準決勝でトルステニャクを横四方固で破るも、決勝で地元のアグベニューに小外掛で一本負けを喫して2位だった。なお、東京オリンピック代表にはこれまでの成績がライバルの田代に及ばないと判断されて、選出されなかった。なお、9月いっぱいで三井住友海上を退社した。この点について、「私の目標はパリ五輪に出場し、金メダルを取ることです。そのために新たな環境で、前に進んでいきたいと思います」とコメントした。11月の講道館杯では自身及び、同時期に三井住友海上を辞めた78kg級の和田梨乃子の頭文字を取ったNAWACLUB名義での出場となったが、準決勝で帝京大学3年の渡邉聖子に反則負けして3位だった。現時点ではJOCの就職支援制度「アスナビ」に登録して次の就職先を探している状態だという。続いて、来年に延期された東京オリンピックの補欠に選ばれた。

### 2021年
2021年1月のワールドマスターズでは準決勝でオランダのサンネ・フェルメールを合技で破るも、決勝ではアグベニューに小外掛で敗れて2位だった。2021年4月の体重別は大石道場の名義で出場すると、決勝で佐藤を技ありで破って優勝した。世界選手権代表にも選出された。6月の世界選手権では初戦でベネズエラのアンリケリス・バリオスに反則負けを喫した。これにより、女子代表9人のうち唯一メダルを獲得することができなかった。9月からは了徳寺大学の職員となった。

### 2022年
2022年2月のグランドスラム・パリでは決勝で土井に反則勝ちするなど、全て一本勝ちで優勝した。4月の体重別では決勝でパーク24の堀川恵に反則負けを喫した。なお、アジア大会代表には選ばれた。6月のグランドスラム・ウランバートルでは準決勝までの2試合を一本勝ちすると、決勝ではイスラエルのギリ・シャリルを技ありで破って優勝した。8月のアジア選手権では決勝でモンゴルのボルド・ガンハイチに技ありで敗れて2位だった。12月のグランドスラム・東京では準決勝で田代に技ありで敗れて3位だった。

### 2023年
2023年2月のグランドスラム・パリでは決勝でイスラエルのギリ・シャリルに反則負けを喫して、今大会2連覇はならなかった。4月からはそれまで職員だった了徳寺大学の柔道部がSBCメディカルグループの傘下に入ったため、SBC湘南美容クリニックの所属となった。体重別では初戦で国士舘大学4年の山口葵良梨に技ありで敗れた。6月のグランドスラム・ウランバートルでは準決勝までオール一本勝ちすると、決勝ではハンガリーのエズバシュ・ソフィを技ありで破って優勝した。8月のワールドマスターズでは準々決勝でアグベニューに技ありで敗れると、その後の敗者復活戦でイスラエルのギリ・シャリルに裏投げで敗れて7位だった。講道館杯では準々決勝で嶺井から姓が変わった島田美穂に技ありで敗れると、5位決定戦でも土井に反則負けを喫して7位だった。

### 2024年
2024年3月のグランドスラム・タシケントでは準決勝でアグベニューに十字固で敗れるも、3位決定戦でドイツのデナ・ポールを技ありで破って3位になった。4月の体重別は初戦で土井に小外刈で敗れた。11月の講道館杯では7位だった。

### 2025年
2025年3月には現役引退を表明して、柔道部も退部した。4月からはスウェーデンでパリオリンピック48㎏級銅メダリストであるタラ・バブルファトの専属コーチに就任した。

## 世界ランキング
|      | 2016年 | 2017年 | 2018年 | 2019年 | 2020年 | 2021年 | 2022年 | 2023年 | 2024年 |
| ---- | ------ | ------ | ------ | ------ | ------ | ------ | ------ | ------ | ------ |
| 順位 | 26     | 4      | 3      | 4      | 4      | 11     | 13     | 16     | 36     |

(出典、JudoInside.com)

## 戦績
- 2008年 -　全国小学生学年別柔道大会 優勝(40kg級)
- 2009年 -　全国少年柔道大会 団体戦 5位
- 2010年 -　全国中学校柔道大会 個人戦 3位(57kg級) 団体戦 3位
- 2011年 -　全国中学校柔道大会 個人戦 5位 団体戦 2位
- 2012年 -　近代柔道杯 優勝
- 2012年 -　全日本カデ 3位
- 2012年 -　全国中学校柔道大会 個人戦 優勝 団体戦 優勝
- 2012年 -　マルちゃん杯 優勝
- 2013年 -　ベルギー国際 3位
- 2013年 -　全日本カデ 優勝
- 2013年 -　インターハイ 個人戦 3位 団体戦 3位
- 2014年 -　全国高校選手権 個人戦 優勝 団体戦 3位
- 2014年 -　ロシアジュニア国際 優勝
- 2014年 -　金鷲旗 3位
- 2014年 -　インターハイ 個人戦 5位 団体戦 2位
- 2014年 -　全日本ジュニア 2位
- 2014年 -　世界ジュニア 個人戦 2位 団体戦 優勝
- 2015年 -　全国高校選手権 個人戦 2位 団体戦 2位
- 2015年 -　東アジア選手権 個人戦 優勝 団体戦 優勝
- 2015年 -　金鷲旗 2位
- 2015年 -　インターハイ 個人戦 優勝 団体戦 優勝
- 2015年 -　全日本ジュニア 優勝
- 2015年 -　国体 少年女子の部 優勝
- 2015年 -　世界ジュニア 個人戦 優勝 団体戦 優勝
- 2015年 -　講道館杯 2位
- 2016年 -　実業団体 優勝
- 2016年 -　グランプリ・ブダペスト 優勝
- 2016年 -　実業個人選手権 優勝
- 2016年 -　全日本ジュニア 3位
- 2016年 - グランプリ・青島 優勝
- 2017年 -　グランプリ・デュッセルドルフ 3位
- 2017年 -　アジア選手権 個人戦 優勝 団体戦 優勝
- 2017年 -　実業個人選手権 優勝
- 2017年 -　全日本ジュニア 3位
- 2017年 -　グランプリ・ザグレブ 優勝
- 2017年 -　講道館杯 3位
- 2017年 -　グランドスラム・東京 2位
- 2017年 -　ワールドマスターズ 2位
- 2018年 -　グランドスラム・パリ 5位
- 2018年 -　実業団体 優勝
- 2018年 -　グランプリ・ザグレブ 優勝
- 2018年 -　アジア大会 優勝
- 2018年 -　グランドスラム・大阪 2位
- 2018年 -　ワールドマスターズ 2位
- 2019年 - グランドスラム・パリ 3位
- 2019年 - 選抜体重別 2位
- 2019年 -　実業団体 2位
- 2019年 - グランプリ・ザグレブ 2位
- 2019年 -　講道館杯 優勝
- 2019年 -　グランドスラム・大阪 3位
- 2019年 -　ワールドマスターズ 優勝
- 2020年 -　グランドスラム・パリ 2位
- 2020年 -　講道館杯 3位
- 2021年 -　ワールドマスターズ 2位
- 2021年 -　体重別 優勝
- 2022年 -　グランドスラム・パリ 優勝
- 2022年 - 選抜体重別 2位
- 2022年 -　グランドスラム・ウランバートル 優勝
- 2022年 -　アジア選手権 2位
- 2022年 -　グランドスラム・東京　3位
- 2023年 -　グランドスラム・パリ　2位
- 2023年 -　グランドスラム・ウランバートル　優勝
- 2023年 -　ワールドマスターズ　7位
- 2023年 -　講道館杯 7位
- 2024年 -　グランドスラム・タシケント　3位
- 2024年 -　講道館杯 7位

(出典、JudoInside.com)

## 有力選手との対戦成績
| 国籍             | 選手名                           | 内容                      |
| ---------------- | -------------------------------- | ------------------------- |
| 日本の旗         | 田代未来                         | 1勝4敗1分(うち1戦1本勝ち) |
| 日本の旗         | 嶺井美穂                         | 1勝8敗3分                 |
| スロベニアの旗   | ティナ・トルステニャク           | 6勝3敗(うち3戦1本勝ち)    |
| モンゴルの旗     | バルドルジ・ムングンチメグ       | 3勝(うち1戦1本勝ち)       |
| オーストリアの旗 | カトリン・ウンターヴルツァッハー | 1勝(うち1戦1本勝ち)       |
| フランスの旗     | クラリス・アグベニュー           | 1勝5敗                    |
| ドイツの旗       | マルティナ・トライドス           | 2敗                       |

(参考資料：ベースボール・マガジン社発行の近代柔道バックナンバー、JudoInside.com等)。

## IJFワールド柔道ツアーにおける獲得賞金一覧
| 大会                               | 開催日         | 順位 | 獲得賞金   |
| ---------------------------------- | -------------- | ---- | ---------- |
| 2014年世界ジュニア柔道選手権大会   | 2014年10月24日 | 優勝 | 1,120ドル  |
| 2015年世界ジュニア柔道選手権大会   | 2014年10月25日 | 優勝 | 1,600ドル  |
| グランプリ・ブダペスト             | 2016年6月25日  | 優勝 | 2,400ドル  |
| グランプリ・青島                   | 2016年11月20日 | 優勝 | 2,400ドル  |
| グランプリ・デュッセルドルフ       | 2017年2月25日  | 3位  | 800ドル    |
| グランプリ・ザグレブ               | 2017年9月30日  | 優勝 | 2,400ドル  |
| グランドスラム・東京2017           | 2017年12月3日  | 2位  | 2,400ドル  |
| ワールドマスターズ2017             | 2014年12月16日 | 2位  | 3,200ドル  |
| グランプリ・ザグレブ               | 2018年7月28日  | 優勝 | 2,400ドル  |
| ワールドマスターズ2018             | 2018年12月15日 | 2位  | 4,800ドル  |
| グランドスラム・パリ2019           | 2019年2月9日   | 3位  | 1,200ドル  |
| グランプリ・ザグレブ               | 2019年7月28日  | 2位  | 1,600ドル  |
| グランドスラム・大阪2019           | 2019年11月23日 | 3位  | 1,200ドル  |
| ワールドマスターズ2019             | 2019年12月13日 | 優勝 | 7,200ドル  |
| グランドスラム・パリ2022           | 2022年2月7日   | 優勝 | 4,000ドル  |
| グランドスラム・ウランバートル2022 | 2022年6月25日  | 優勝 | 4,000ドル  |
| グランドスラム・東京2022           | 2022年12月3日  | 3位  | 1,200ドル  |
| グランドスラム・パリ2023           | 2023年2月4日   | 優勝 | 2,400ドル  |
| グランドスラム・ウランバートル2023 | 2023年6月24日  | 優勝 | 4,000ドル  |
| グランドスラム・タシケント2024     | 2024年3月2日   | 3位  | 1,200ドル  |
| 20大会                             | ー             | ー   | 51,520ドル |

- 日本選手の場合は、獲得賞金の半分は全柔連の取り分となっていたが、2013年3月からは競技者規定が改訂されて、賞金は全額選手が受け取れることになった[124]。2014年7月からはIJF主催の各大会でコーチにも賞金が支給されるようになったために、選手の賞金が従来の2割減となった[125]。